# Ahrens AR404
Pour les articles homonymes, voir Ahrens.
Dimensions
L 'Ahrens AR 404 est un avion monoplan quadrimoteur de transport régional américain.

## Origine
Ahrens Aircraft Corp fut constituée par Peter Ahrens en 1975 à Oxnard (Californie), pour développer un appareil de transport régional économique à décollage et atterrissage court. L’AR 404 se présentait comme un monoplan à aile haute devant transporter 30 passagers ou 4 conteneurs fret standard de type LD3. Pour faciliter les opérations de chargement/déchargement de ces conteneurs le fuselage avait une section rectangulaire à angles arrondis constante sur toute la longueur de la cabine, avec une rampe de chargement arrière, et le train d’atterrissage principal s’escamotait dans des carénages situés de part et d’autre du fuselage. Cet appareil fut conçu pour recevoir 4 turbines de faible puissance Allison 250, mais une version équipée de deux turbines Garrett AiResearch de 1 000 ch fut également envisagée, tout comme une version embarquée pour remplaces les Grumman C-2 Greyhound de l'US Navy.

## Développement
Piloté par le fameux pilote Herman ‘Fish’ Salmon, le prototype [N404AR] prit l’air le 1er décembre 1976. Le gouvernement de Porto Rico s’étant engagé à financer les frais de certification de l’appareil et une série de 18 appareils, sous réserve que la production soit assurée localement, une Ahrens Aircraft Inc fut créée en 1977 à Ramey, Porto Rico, où une usine fut mise en chantier. Peter Ahrens affirmait qu’une certification complète pouvait être obtenue en 12 mois et qu’un millier de Portoricains sans expérience aéronautique particulière pourraient rapidement produire quatre avions par mois.
Un appareil de présérie [N1028G] fut bien construit et prit l’air le 26 octobre 1979, mais l’administration porto-ricaine se retira finalement du projet, semble-t-il sous la pression de Washington, alors qu’une centaine d’intentions de commandes semblaient avoir été signées, et que trois appareils de série [N1028K/N/S] étaient en cours d’achèvement. Le programme fut abandonné en 1984 et Peter Ahrens partit en Nouvelle-Zélande pour y fonder Speciality Aircraft Services. En 1987 la Bromon Aircraft Corp fut fondée, toujours à Ramey, pour tenter de relancer la fabrication de l’AR 404, qui se posait comme un concurrent intéressant aux Short 330 ou GAF Nomad. Faute de moyens financiers, Bromon Aircraft disparut en 1992.

## Un appareil préservé
Un fuselage a été longtemps utilisé comme snack-bar sur la route PR-2 à Aguada, Porto Rico. Celui-ci a aujourd'hui disparu, mais la Prinair Historical Association tente aujourd’hui (août 2007) de sauver le fuselage du [N404AR] qui se trouve toujours à Ramey.

## Sources
- Michael J. H. Taylor, Jane's Encyclopedia of Aviation. Studio Editions, Londres (1989).
- Jim Winchester, The World's Worst Aircraft (2005).